# Гідропатрон
Гідропатрон (рос. гидропатрон, англ. chuck, нім. Hydropatrone) - допоміжний інструмент для захоплення та утримання штанги і коронки при збиранні та розбиранні бурового снаряда.